# Daniela
Daniela  è un nome proprio di persona italiano femminile.

## Varianti
- Femminili: Danila, Daniella
  - Ipocoristici: Nila, Dania, Niela, Lela, Lella, Dani
- Maschili: Daniele

### Varianti in altre lingue
- Albanese: Danjela
- Ceco: Daniela[1][2]
  - Ipocoristici: Danika[2], Danka[2]
- Croato: Danijela[1]
- Francese: Danièle[1][2], Danielle[1]
- Inglese: Daniela[1], Daniella[1], Danielle
  - Ipocoristici: Dani[2], Danni[2], Dannie[2], Danny[2], Ella[2]
- Islandese: Daníela
- Olandese: Daniëlle
- Polacco: Daniela[1][2]
- Portoghese: Daniela[1]
- Rumeno: Daniela[1][2]
- Serbo: Данијела (Danijela)[1]
- Slovena: Daniela[1], Danijela[1], Danila
- Spagnolo: Daniela[1]
  - Ipocoristici: Dania[1]
  - Alterati: Danielita, Danita
- Svedese: Daniela
- Tedesco: Daniela[1]

## Origine e diffusione
È la forma femminile di Daniele, che deriva dall'ebraico  דָּנִיֵּאל (Daniyyel) e significa "Dio è il mio giudice" (da dan, "giudice", -i, "mio" ed El, "Dio"). 
Danila è una variante di origine slava; sempre nei paesi slavi è diffusa la forma ipocoristica Dana, e a Daniela potrebbe essere correlato anche il lituano Danutė.

## Onomastico
L'onomastico si festeggia spesso lo stesso giorno della forma maschile, cioè in genere il 21 luglio in memoria di san Daniele, profeta. È da segnalare però la presenza di una beata, Daniela di San Barnaba, religiosa carmelitana e martire con la consorella Gabriella di San Giovanni della Croce a L'Arrabassada (presso Tarragona), commemorata il 31 luglio.

## Persone

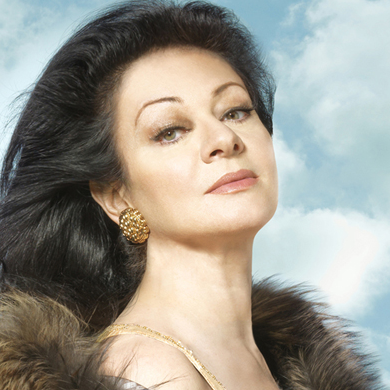
Daniela Dessì

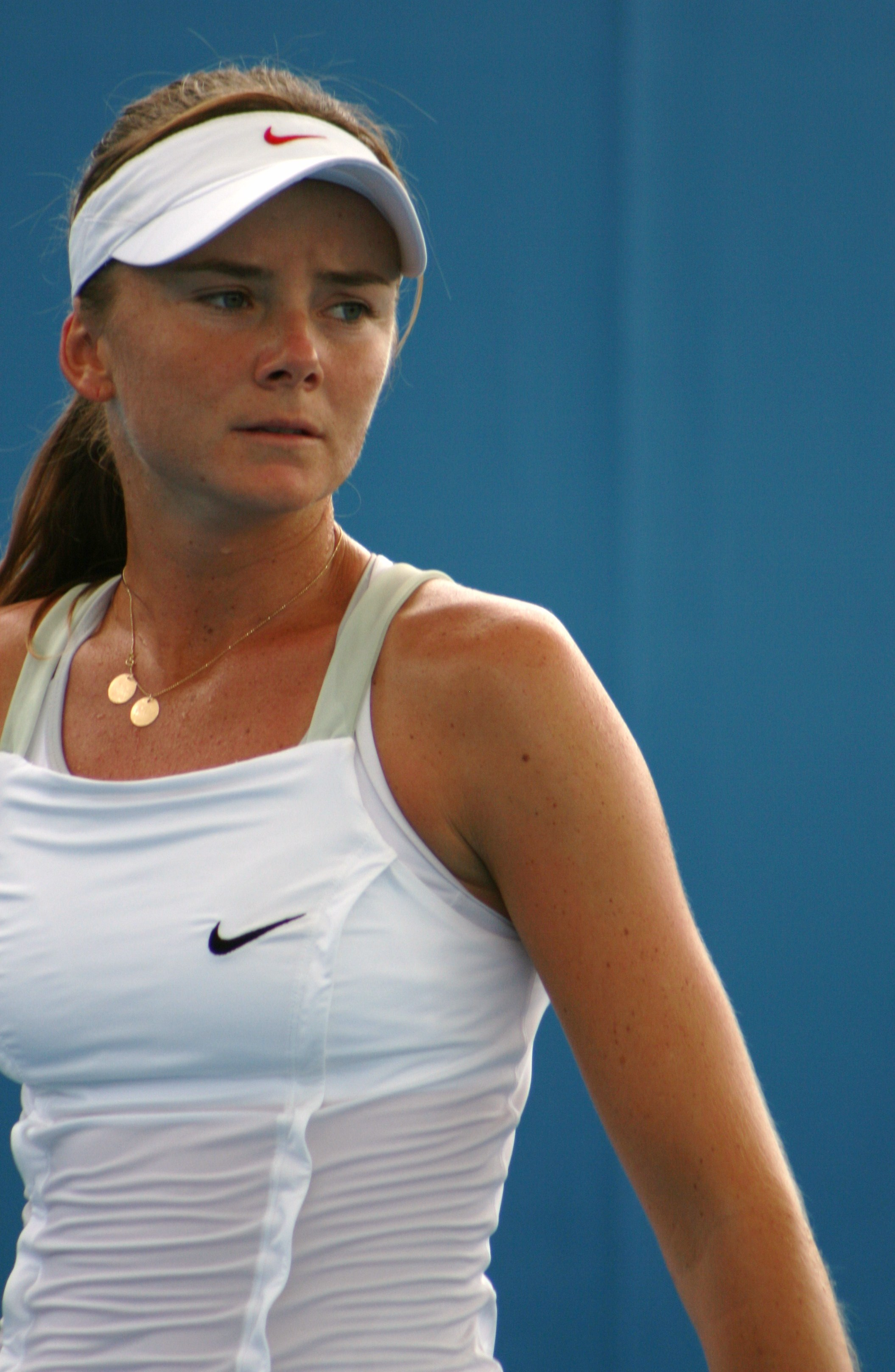
Daniela Hantuchová

- Daniela Bianchi, attrice e modella italiana
- Daniela Calvino, attrice italiana
- Daniela Davoli, cantante italiana
- Daniela Dessì, soprano italiano
- Daniela Ferolla, conduttrice televisiva, modella, attrice e giornalista italiana
- Daniela Ghibli, cantante, attrice e showgirl italiana
- Daniela Goggi,  attrice, cantante, conduttrice televisiva e showgirl italiana
- Daniela Hantuchová, tennista slovacca
- Daniela Iraschko, saltatrice con gli sci e calciatrice austriaca
- Daniela Malusardi, danzatrice, insegnante e coreografa italiana
- Daniela Melchiorre, magistrato e politica italiana
- Daniela Miglietta, vero nome di Mietta, cantante, attrice e scrittrice italiana
- Daniela Poggi, attrice e conduttrice televisiva italiana
- Daniela Rocca, attrice italiana
- Daniela Santanchè, politica e imprenditrice italiana
- Daniela Scalia, giornalista e conduttrice televisiva italiana

### Variante Daniella

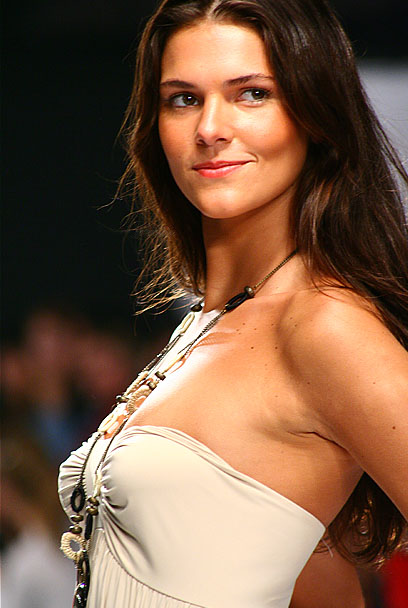
Daniella Sarahyba

- Daniella Alonso, attrice statunitense
- Daniella Álvarez, modella colombiana
- Daniella Campos, modella e conduttrice televisiva cilena
- Daniella Cicarelli, modella e conduttrice televisiva brasiliana
- Daniella Evangelista, attrice statunitense
- Daniella Monet, attrice e cantante statunitense
- Daniella Rush, pornoattrice ceca
- Daniella Sarahyba, modella brasiliana

### Variante Danièle

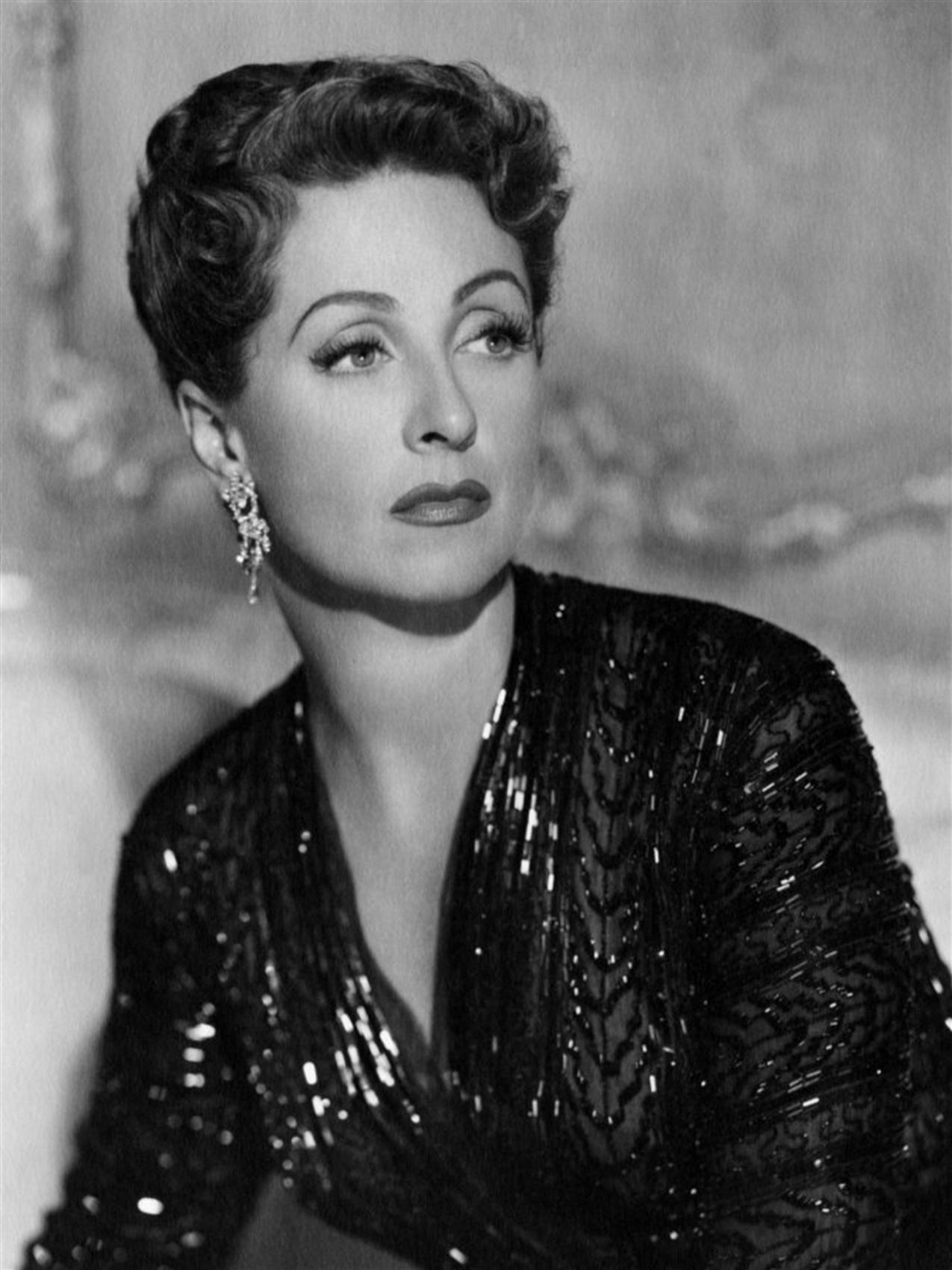
Danielle Darrieux

- Danièle Debernard, sciatrice alpina francese
- Danièle Delorme, attrice francese
- Danièle Diwouta-Kotto, designer e architetto camerunese
- Danièle Hervieu-Léger, scrittrice e docente francese
- Danièle Sallenave, scrittrice e giornalista francese
- Danièle Thompson, sceneggiatrice e regista francese

### Variante Danielle

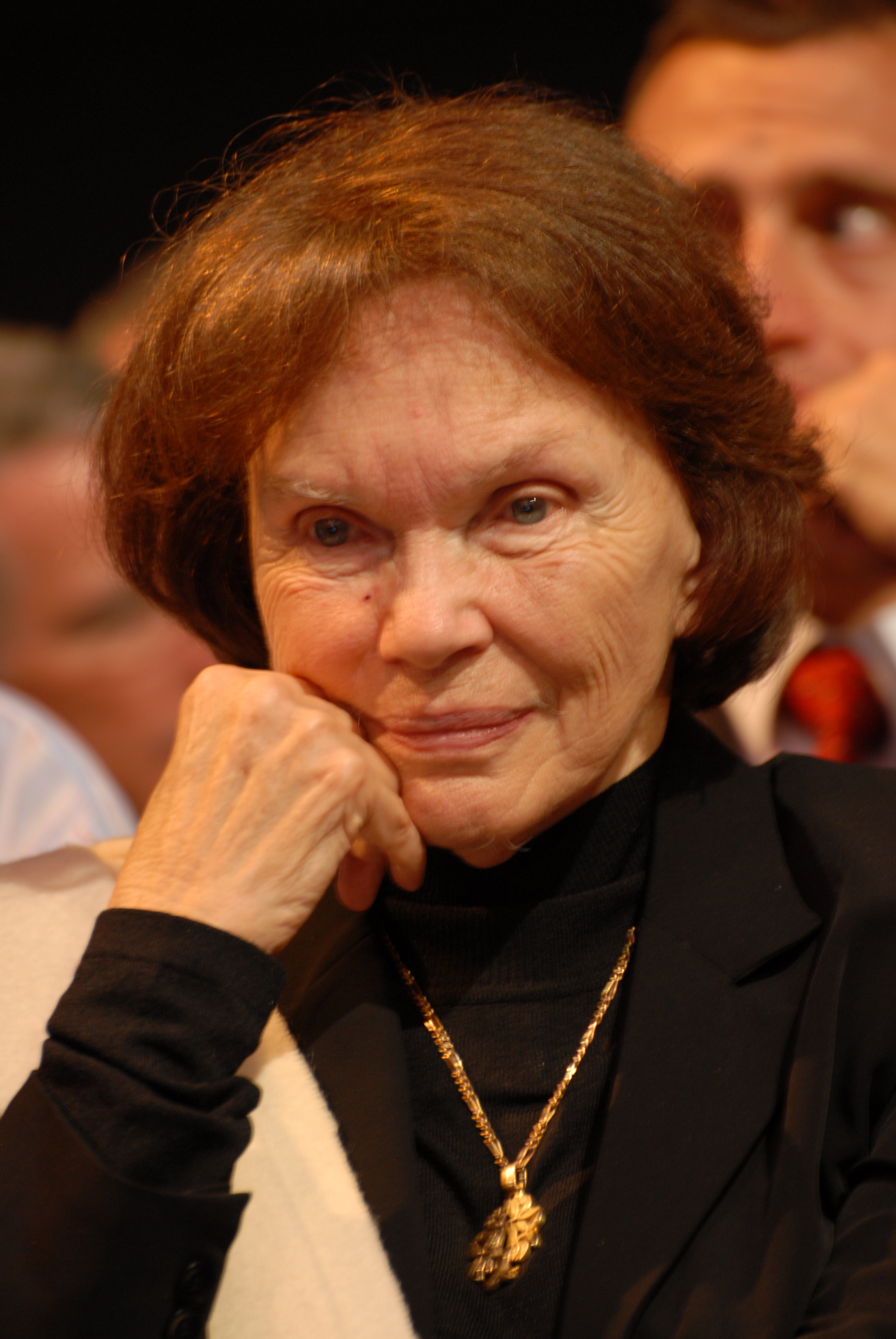
Danielle Mitterrand

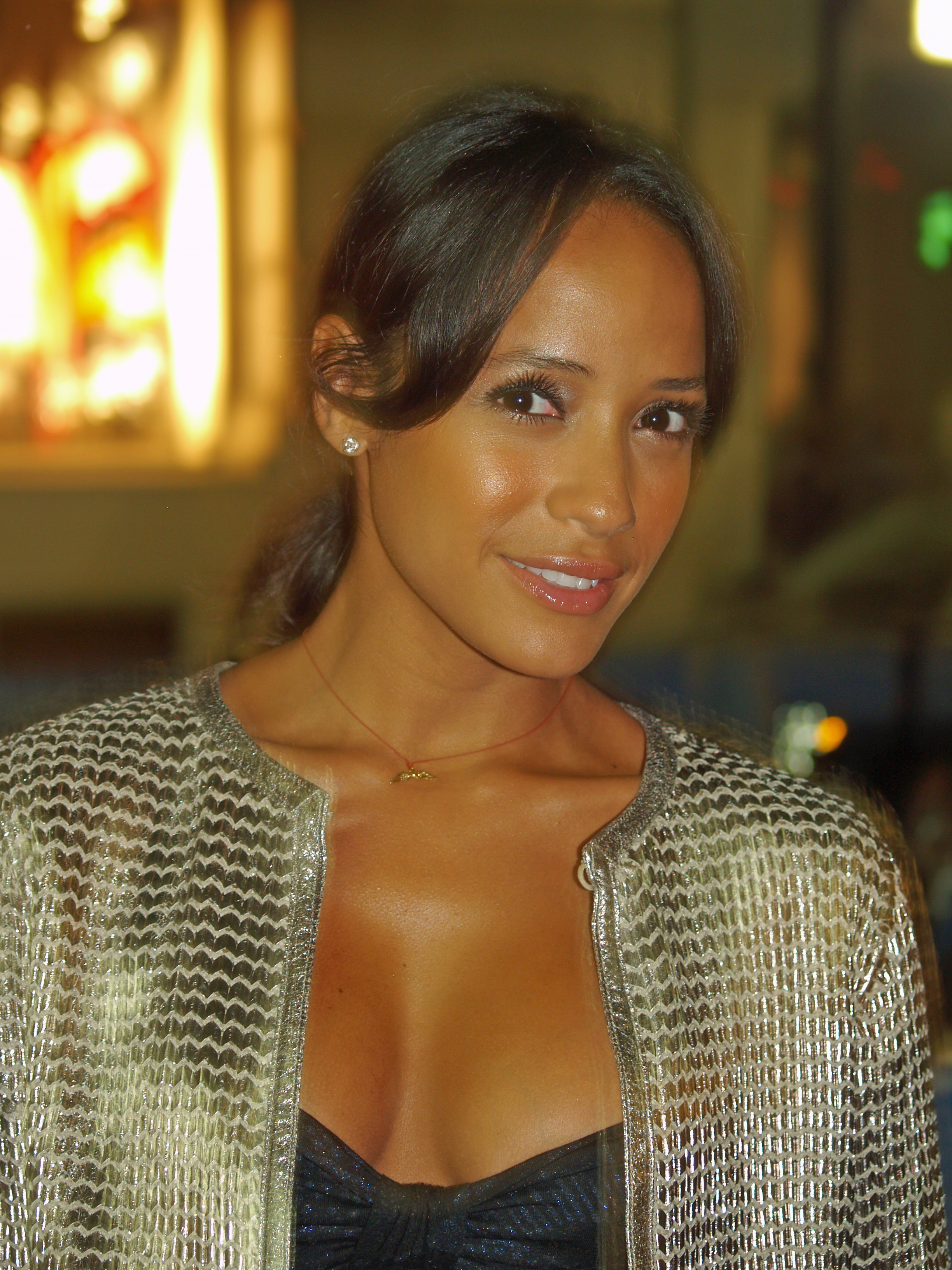
Dania Ramírez

- Danielle Bunten Berry, autrice di videogiochi statunitense
- Danielle Campbell, attrice statunitense
- Danielle Casanova, partigiana e politica francese
- Danielle Darrieux, cantante e attrice francese
- Danielle de Niese, soprano australiano
- Danielle Harris, attrice statunitense
- Danielle King, pistard e ciclista su strada britannica
- Danielle Lins, pallavolista brasiliana
- Danielle Lloyd, modella britannica
- Danielle Mitterrand, first lady francese
- Danielle Panabaker, attrice statunitense
- Danielle Scott, pallavolista statunitense
- Danielle Steel, scrittrice statunitense

### Variante Dania

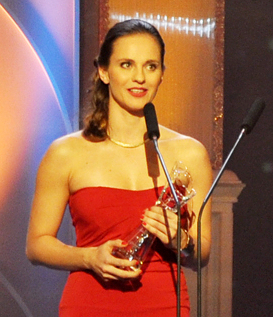
Danka Barteková

- Dania Cericola, attrice, doppiatrice, direttrice del doppiaggio e speaker italiana
- Dania Pastore, pallamanista italiana
- Dania Prince, modella honduregna
- Dania Ramírez, attrice dominicana

### Altre varianti
- Danka Barteková, tiratrice slovacca
- Danila Comastri Montanari, scrittrice italiana
- Daniëlle de Bruijn, pallanuotista olandese
- Danijela Ilić, cestista jugoslava
- Danika La Loggia, attrice italiana
- Danijela Martinović, cantante croata
- Dani Woodward, pornoattrice statunitense

## Il nome nelle arti
- Daniela Alberghini è un personaggio dei videogiochi della serie The Sims.
- Danielle Moonstar è un personaggio dei fumetti Marvel Comics.
- Danielle Rousseau è un personaggio della serie televisiva Lost.
- Danielle Van de Kamp è un personaggio della serie televisiva Desperate Housewives
- Daniela è un album del cantante italiano Christian, che contiene la canzone omonima.
- Daniela è felice è un album della cantante italiana Mietta.
- Daniela è una canzone di Gianni Celeste
- Daniela è una canzone di Lucie
- Daniela è una canzone di Francesco Zerbo